# Sabina de Alvear y Ward
Sabina de Alvear y Ward, född 1815, död 1906, var en spansk företagare.
Hon var en ledande medlem av familjen Alvear, en pionjär inom export och marknadsföring av andalusiska viner i Europa. Hon, hennes mor och systrar ärvde faderns vinföretag efter hans död 1830. Sabina de Alvears arbete var grundläggande när det gällde att marknadsföra Montillan-viner i Europa, främst i Storbritannien och Frankrike, eftersom hon personligen, tillsammans med sin syster Candelaria, var ansvarig för att marknadsföra dem och initiera fortsatt export. Hon utgav även en biografi om sin far.